# Vrångstjärnen
Vrångstjärnen är en sjö i Strömsunds kommun i Ångermanland och ingår i Ångermanälvens huvudavrinningsområde. Sjön har en area på 0,203 kvadratkilometer och ligger 312,3 meter över havet.

## Delavrinningsområde
Vrångstjärnen ingår i det delavrinningsområde (707000-153001) som SMHI kallar för Ovan VDRID = Gransjöån i Fjällsjöälvens vattendra*. Medelhöjden är 268 meter över havet och ytan är 5,94 kvadratkilometer. Räknas de 879 avrinningsområdena uppströms in blir den ackumulerade arean 7 540,09 kvadratkilometer. Fjällsjöälven (Sannarån) som avvattnar avrinningsområdet har biflödesordning 2, vilket innebär att vattnet flödar genom totalt 2 vattendrag innan det når havet efter 130 kilometer. Avrinningsområdet består mestadels av skog (91 procent). Avrinningsområdet har 0,41 kvadratkilometer vattenytor vilket ger det en sjöprocent på 7 procent.